# Slottsträdgården Ulriksdal

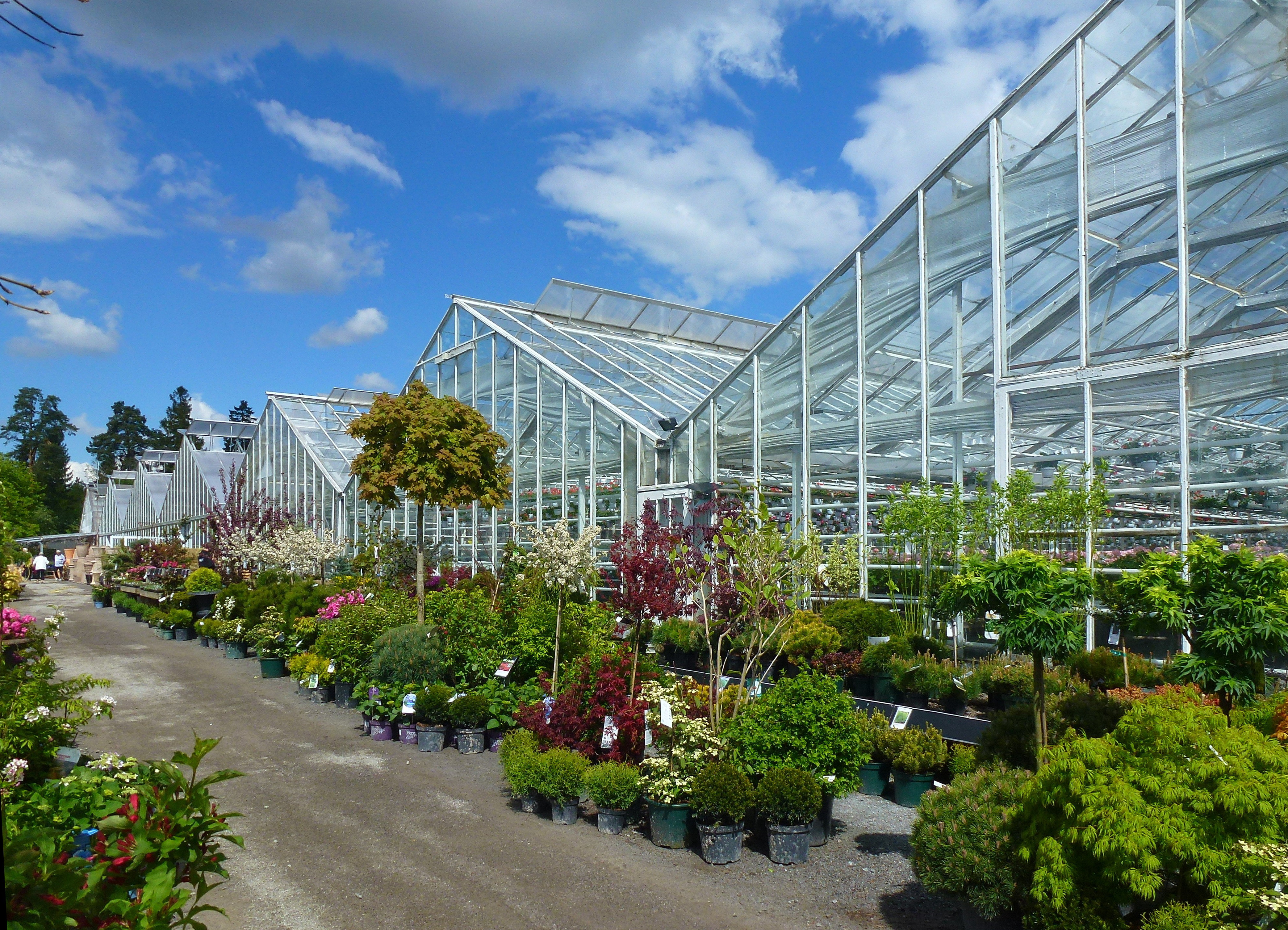
Slottsträdgårdens växthus, maj 2015.

Slottsträdgården Ulriksdal är en handelsträdgård belägen vid Slottsträdgårdsvägen 8 i Ulriksdals slottspark i Solna kommun. På slottsområdet finns ytterligare en handelsträdgård, se Brunnsvikens trädgård.

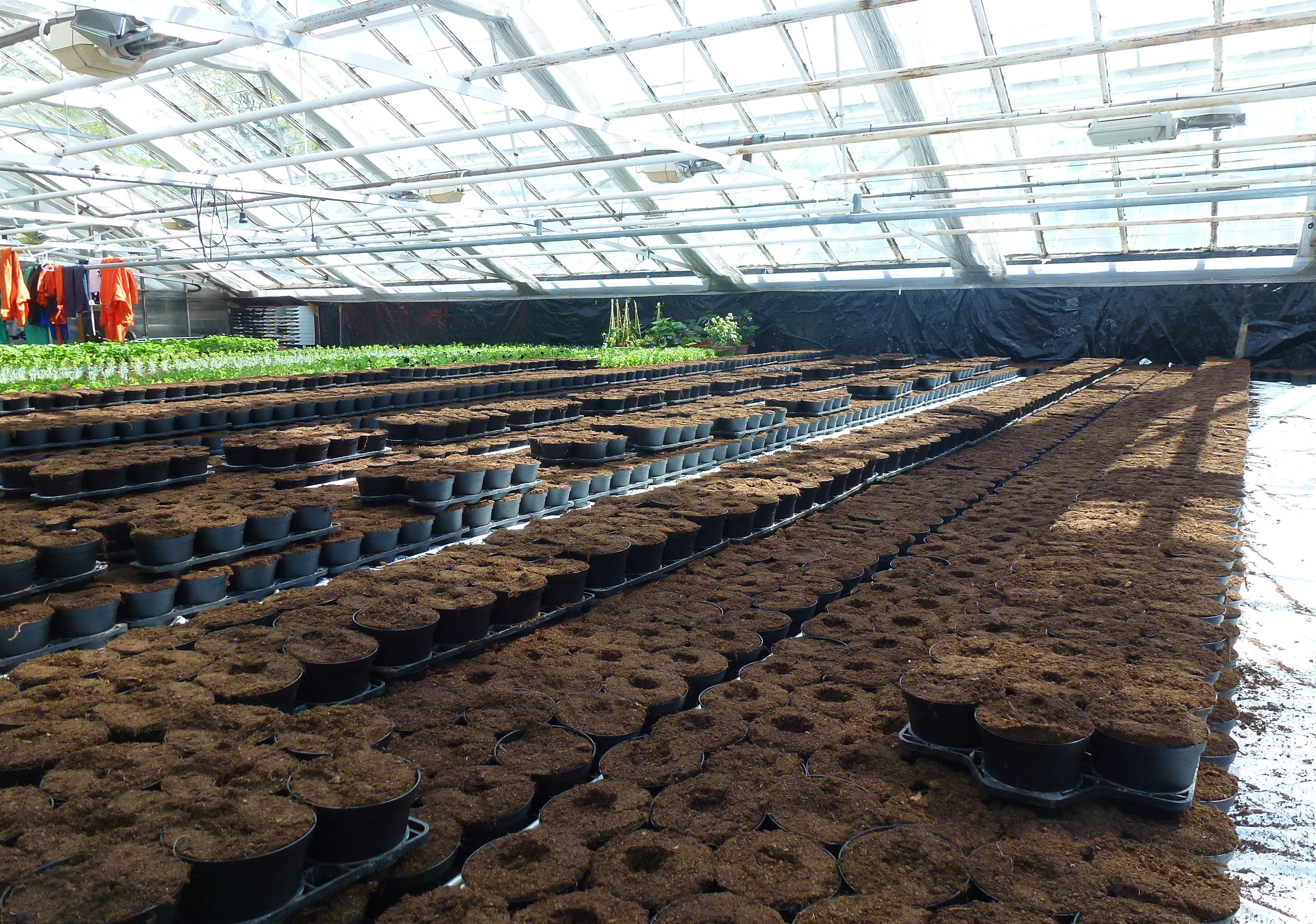
Växthusodling
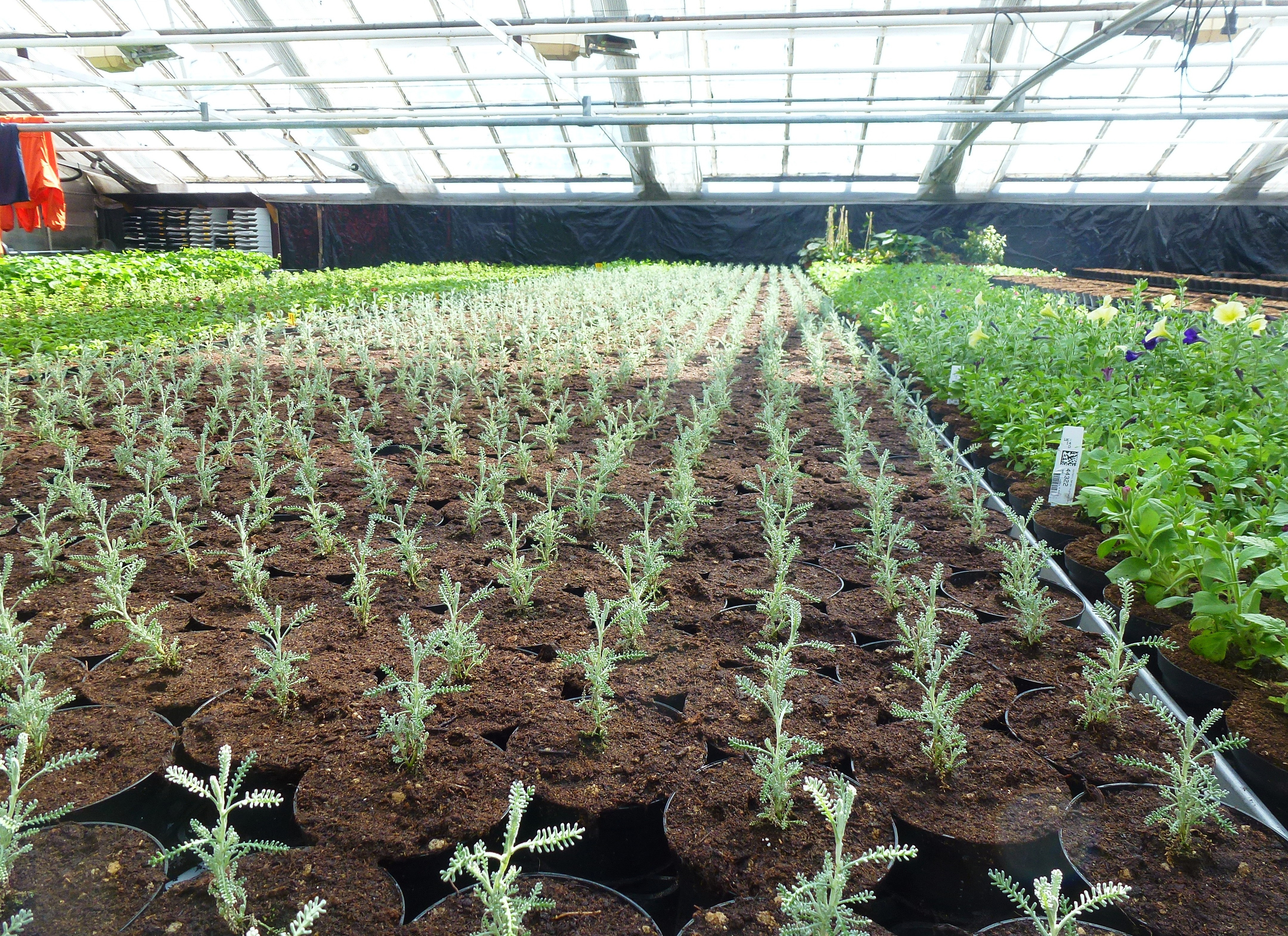
Växthusodling
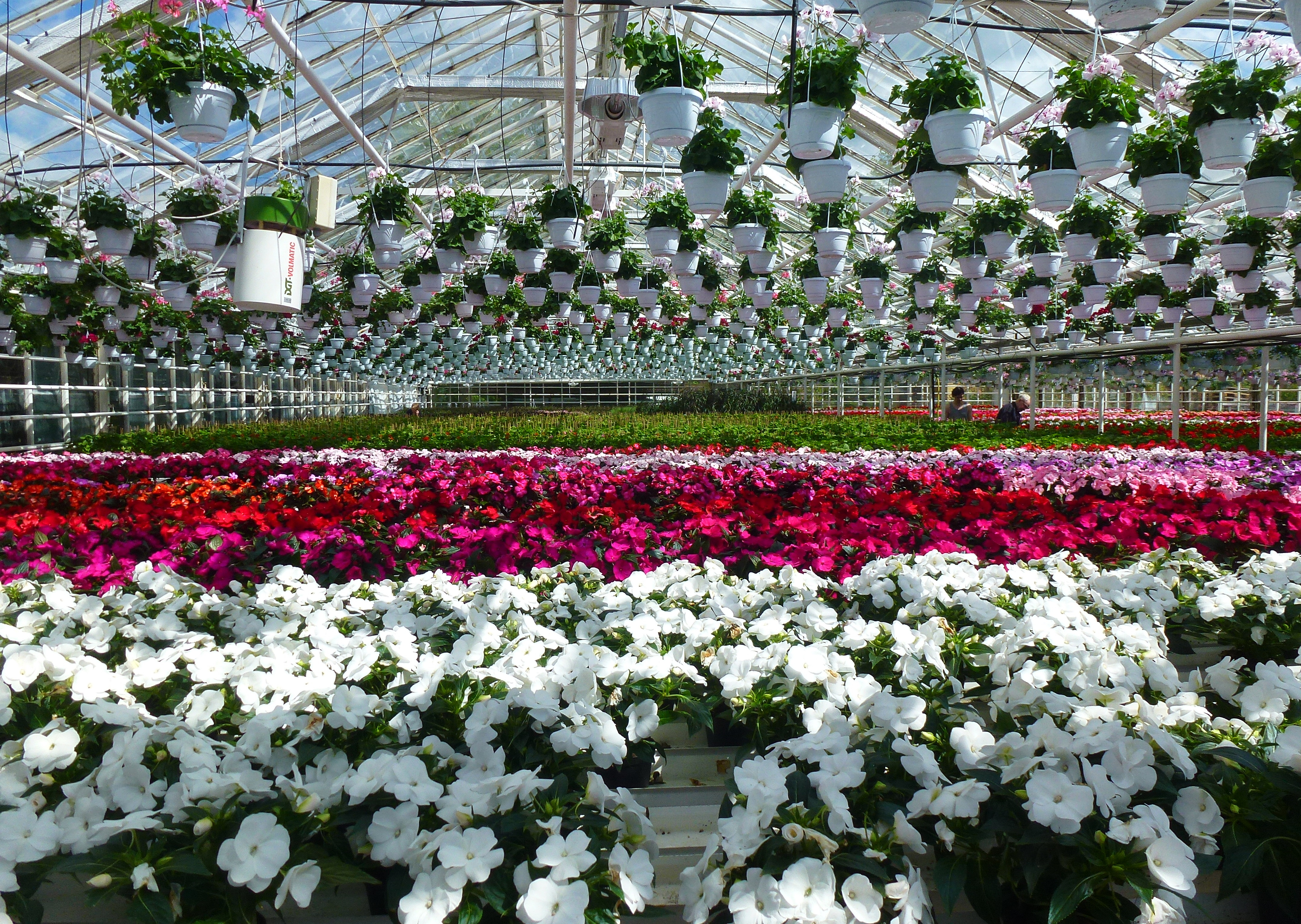
Växthusodling
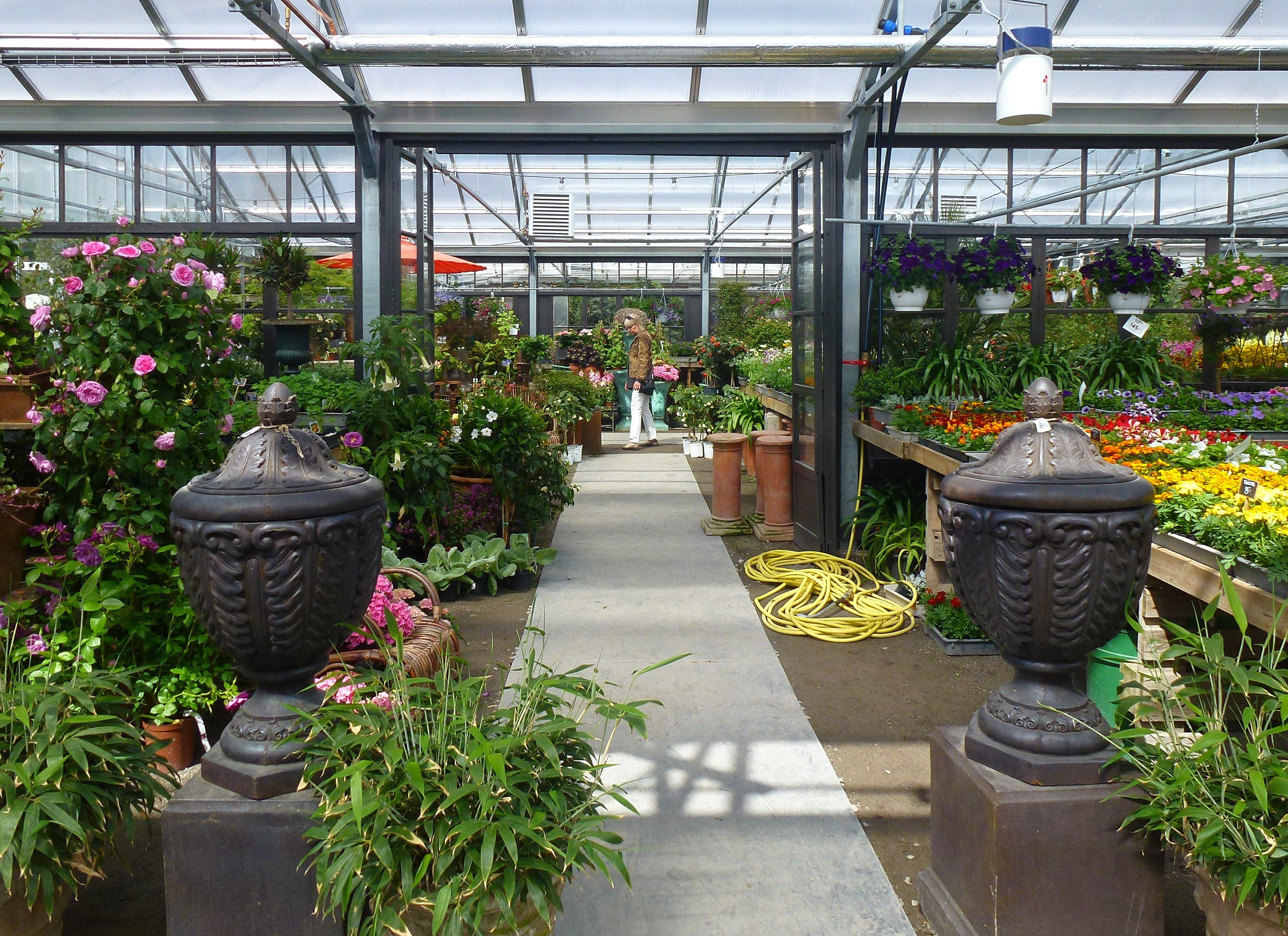
Försäljning

## Historik

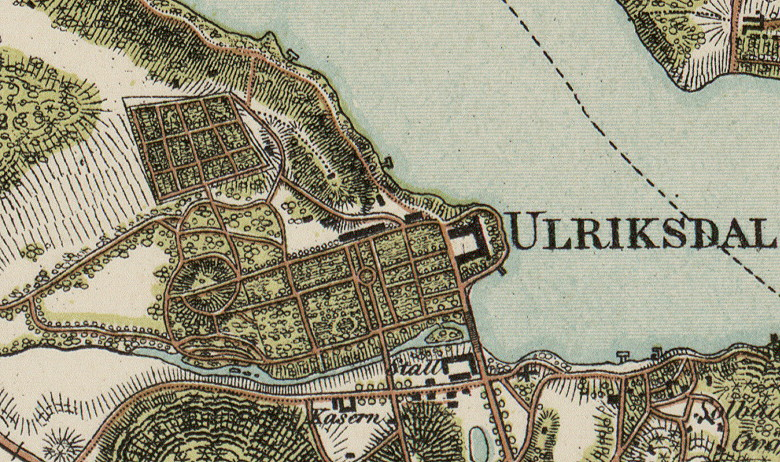
Slottsträdgården på 1800-talets mitt.

Ulriksdals slottsträdgård ligger i slottsparkens norra del. Sedan 1600-talet odlades växter för Ulriksdals slott och park, med då låg trädgården på  ”värdshusängen” nedanför Ulriksdals värdshus. I början av 1800-talet flyttades trädgården till sitt nuvarande läge. Då uppfördes även den så kallade Direktörsbostaden som står strax söder om slottsträdgården. År 1916 tillkom ytterligare ett hus, Arbetarbostaden, ritad av arkitekt Sigge Cronstedt. Husen är putsade stenhus i två våningar med valmat sadeltak och rusticerade hörnkedjor samt profilerad takgesims. Direktörsbostaden och  Arbetarbostaden disponerades av slottsträdgårdens arrendator Axel Björn och dennes anställda. Idag finns privatbostäder i husen.

## Dagens slottsträdgård
I början på 1950-talet övertogs driften av slottsträdgården av familjen Rappne. Nuvarande ägaren är trädgårdsmästaren Bosse Rappne som 1985 fortsatte verksamheten tillsammans med sin mor och utvecklade trädgården till dagens företag. Idag finns här ett åttiotal medarbetare och omkring 5 000 m² inglasade odlingsytor. Försäljning och odling sker i sju stora parallellt ställda växthus. Väster om växthusen ligger frilandsodlingar. Allt efter säsong odlas krukväxter, sommarblommor och perenner för försäljning till butiker och privatpersoner. Under sommaren finns självplock av hemodlade grönsaker och sommarblommor. Till anläggningen hör en visningsträdgård, trädgårdscafé med restaurang samt konferenslokaler.

## Bilder

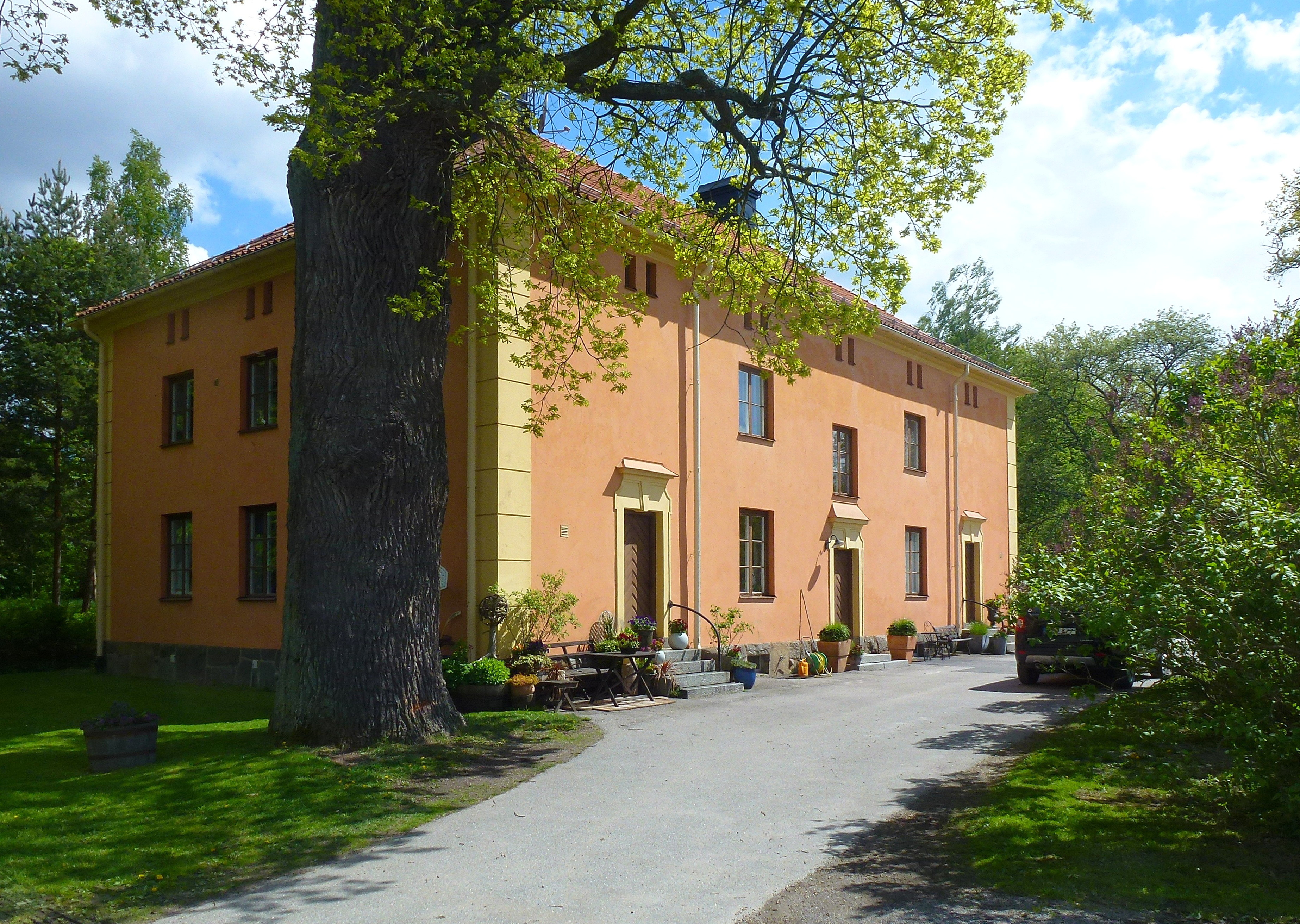
F.d. Arbetarbostaden
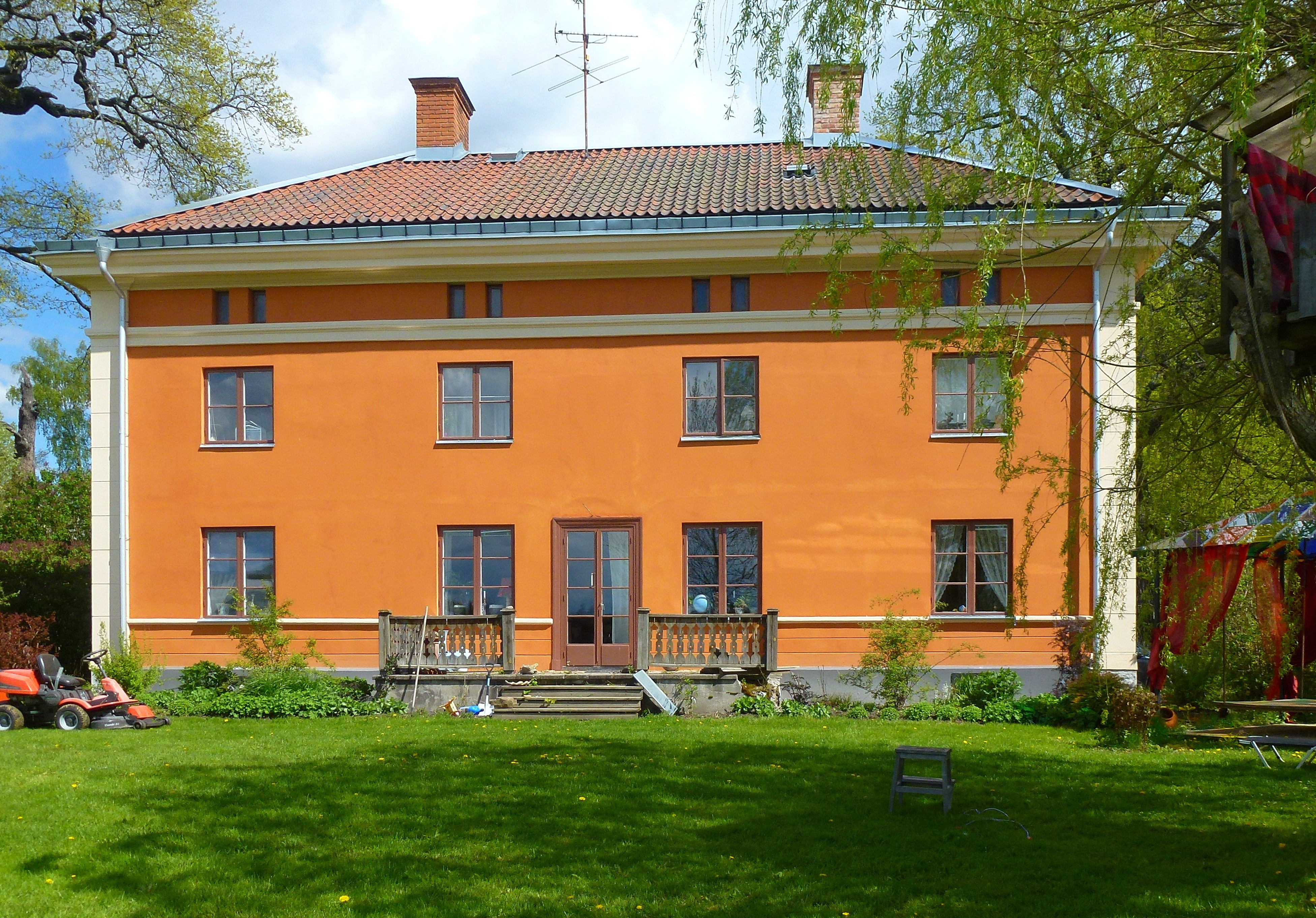
F.d. Direktörsbostaden
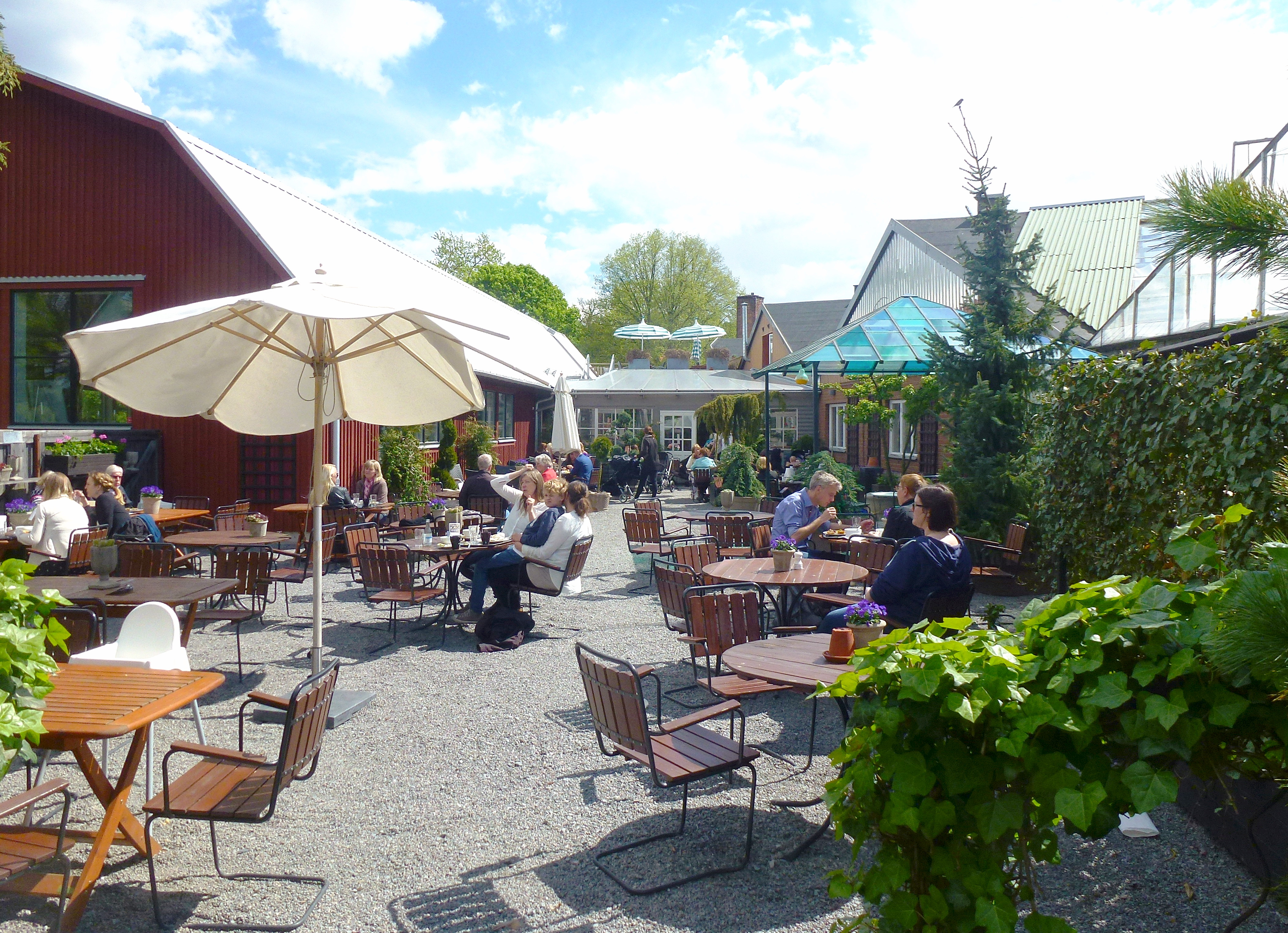
Restaurangen
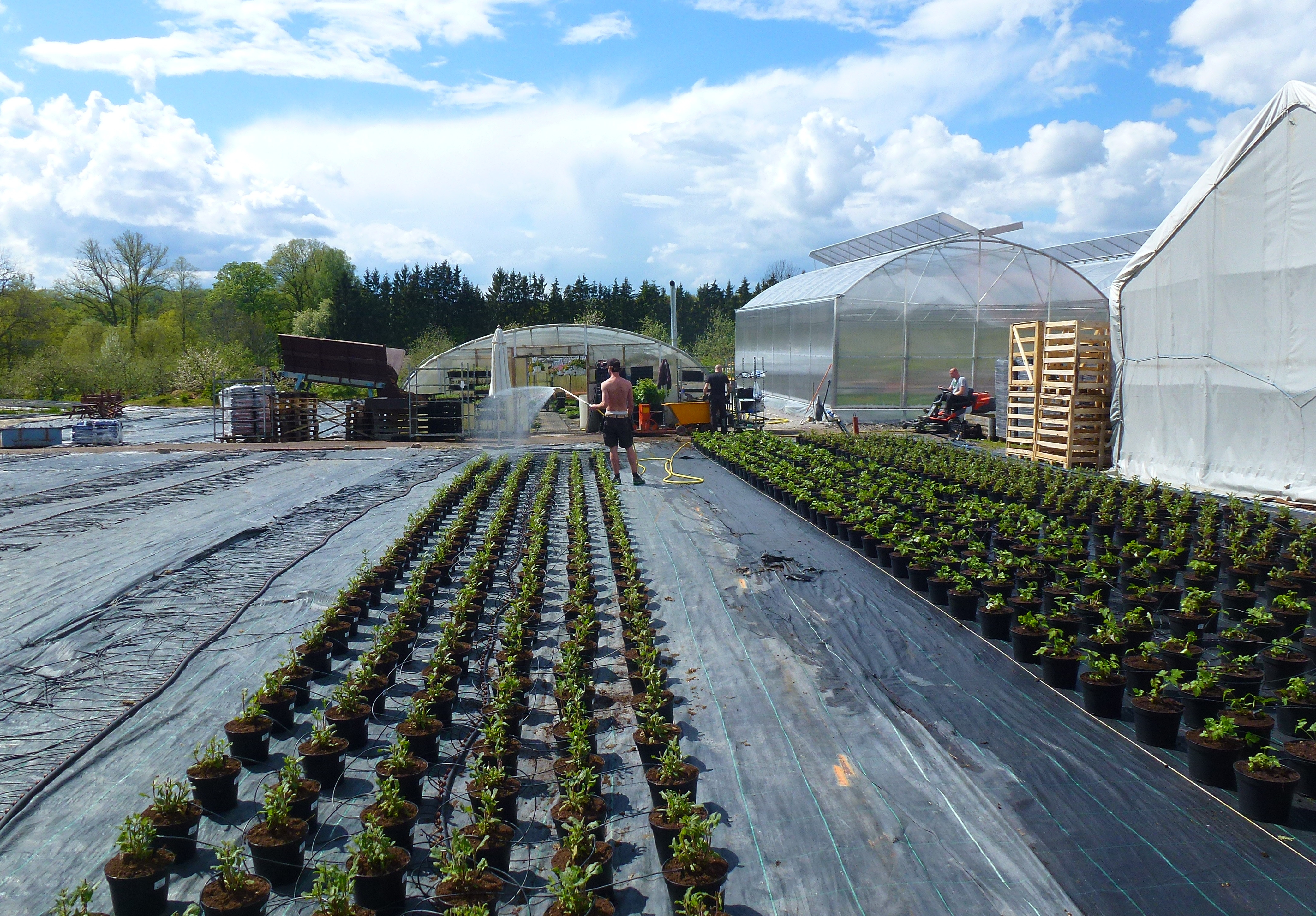
Frilandodling

- Växthusodling
- Växthusodling
- Växthusodling
- Försäljning